# Henryk Jankowski (dyplomata)
Henryk Jankowski (ur. 26 czerwca 1895, zm. ?) – polski funkcjonariusz wywiadu wojskowego, dyplomata i urzędnik konsularny.

## Życiorys
Radca ministerialny Ministerstwa Spraw Zagranicznych. Pracownik konsulatu w Odessie (7 stycznia – 21 czerwca 1919), w Kolonii (23 lutego 1920 – 1 marca 1921). Urzędnik poselstwa RP w Moskwie (28 sierpnia 1922 – 1 sierpnia 1928), sekretarz legacyjny, kierownik konsulatu generalnego w Mińsku (1 sierpnia 1928 – 1 maja 1930), następnie konsulatu w Kijowie (1 maja 1930 – 28 lutego 1933). Jednocześnie kierował placówką wywiadowczą „Kh” Oddziału II Sztabu Głównego w Kijowie (1931–1933).

## Ordery i odznaczenia
- Srebrny Krzyż Zasługi (10 listopada 1928)[1]
- Medal Dziesięciolecia Odzyskanej Niepodległości